# Antonio Marino

Bischofswappen von Antonio Marino

Antonio Marino (* 13. März 1942 in Buenos Aires) ist ein argentinischer Geistlicher und emeritierter römisch-katholischer Bischof von Mar del Plata.

## Leben
Antonio Marino empfing am 12. November 1971 die Priesterweihe.
Papst Johannes Paul II. ernannte ihn am 11. April 2003 zum Titularbischof von Basti und Weihbischof in La Plata. Die Bischofsweihe spendete ihm der Erzbischof von La Plata, Héctor Rubén Aguer, am 31. Mai desselben Jahres; Mitkonsekratoren waren Estanislao Esteban Karlic, Erzbischof von Paraná, und Mario José Serra, Weihbischof in Buenos Aires.
Am 6. April 2011 ernannte ihn Papst Benedikt XVI. zum Bischof von Mar del Plata. Die feierliche Amtseinführung (Inthronisation) fand am 4. Juni desselben Jahres statt.
Papst Franziskus nahm am 18. Juli 2017 seinen altersbedingten Rücktritt an.